# タイ・プレミアリーグ2007
タイ・プレミアリーグ2007は、1996-97シーズンに創設されてから11シーズン目のタイ・プレミアリーグである。大会名はタイランド・プレミアリーグ（タイ語: ไทยแลนด์ พรีเมียร์ ลีก, 英語: Thailand Premier League）。

## 概要
2007年シーズンは、2006年シーズンに続き、昨年のタイ・ディヴィジョン1リーグの上位2チームに加えて、プロフェッショナル・リーグ（プロ・リーグ）からも上位2チームが昇格した。2006年シーズンから4チーム増え、16チームで争われる。ロイヤル・タイ・ポリスは5シーズンぶり、ロイヤル・タイ・ネイビーは2シーズンぶりのプレミアリーグ復帰となった。プロ・リーグからは、ナコーンパトムは初昇格、TOTは2シーズンぶりのプレミアリーグ復帰となった。
チョンブリーが初優勝を果たした。チョンブリーはプロ・リーグから昇格したチームで、初めてプレミアリーグ優勝を果たしたチームとなった。チョンブリー、2位のクルン・タイ・バンクはAFCチャンピオンズリーグ2008出場権を獲得した。スパンブリー、タイ・ホンダ、ロイヤル・タイ・ネイビー、ロイヤル・タイ・ポリスはディヴィジョン1リーグへ降格する。
タイ・タバコ・モノポリーのネイ・ファビアーノ・デ・オリヴェイラが18得点で得点王に輝いた。年間最優秀選手にはチョンブリーのピポブ・オンモ、同最優秀監督にはチョンブリーのJadet Meelarpが選出された。

## 所属チーム（2007年シーズン）
- バンコク・ユニバーシティ （前年優勝）
- オーソットサパー
- BECテロ・サーサナ
- タイ・タバコ・モノポリー
- バンコク・バンク
- ロイヤル・タイ・アーミー
- ポート・オーソリティ・オブ・タイランド
- チョンブリー
- クルン・タイ・バンク
- プロヴィンシャル・エレクトリシティ・オーソリティ
- タイ・ホンダ
- スパンブリー
- ロイヤル・タイ・ポリス （ディヴィジョン1リーグから昇格）
- ロイヤル・タイ・ネイビー （ディヴィジョン1リーグから昇格）
- TOT （プロ・リーグ1から昇格）
- ナコーンパトム1 （プロ・リーグ1から昇格）

1 2位がポート・オーソリティ・オブ・タイランドのリザーブチームだったため、3位のナコーンパトムが繰り上がりで昇格。

## 順位表
| 順位 | チーム                                           | 試 | 勝 | 分 | 敗 | 得 | 失 | 差  | 勝点 | 備考                         |
| ---- | ------------------------------------------------ | -- | -- | -- | -- | -- | -- | --- | ---- | ---------------------------- |
| 1    | チョンブリー (C)                                 | 30 | 19 | 6  | 5  | 50 | 25 | +25 | 63   | AFCチャンピオンズリーグ2008  |
| 2    | クルン・タイ・バンク                             | 30 | 15 | 9  | 6  | 40 | 24 | +16 | 54   | AFCチャンピオンズリーグ20081 |
| 3    | BECテロ・サーサナ                                | 30 | 14 | 9  | 7  | 47 | 29 | +18 | 51   |                              |
| 4    | バンコク・ユニバーシティ                         | 30 | 14 | 5  | 11 | 39 | 36 | +3  | 47   | BKU 2-1 ARM                  |
| 5    | ロイヤル・タイ・アーミー                         | 30 | 13 | 8  | 9  | 40 | 33 | +7  | 47   | BKU 2-1 ARM                  |
| 6    | タイ・タバコ・モノポリー                         | 30 | 12 | 8  | 10 | 43 | 42 | +1  | 44   | TTM 3-1 BBL                  |
| 7    | バンコク・バンク                                 | 30 | 10 | 14 | 6  | 28 | 23 | +5  | 44   | TTM 3-1 BBL                  |
| 8    | プロヴィンシャル・エレクトリシティ・オーソリティ | 30 | 13 | 3  | 14 | 35 | 40 | -5  | 42   |                              |
| 9    | オーソットサパー                                 | 30 | 10 | 10 | 10 | 38 | 36 | +2  | 40   |                              |
| 10   | TOT                                              | 30 | 9  | 10 | 11 | 35 | 35 | 0   | 37   | TOT 2-1 NKP                  |
| 11   | ナコーンパトム                                   | 30 | 8  | 13 | 9  | 30 | 29 | +1  | 37   | TOT 2-1 NKP                  |
| 12   | ポート・オーソリティ・オブ・タイランド           | 30 | 9  | 9  | 12 | 36 | 43 | -7  | 36   |                              |
| 13   | スパンブリー                                     | 30 | 9  | 8  | 13 | 37 | 45 | -8  | 35   | ディヴィジョン1リーグ降格    |
| 14   | タイ・ホンダ                                     | 30 | 7  | 8  | 15 | 26 | 38 | -12 | 29   | ディヴィジョン1リーグ降格    |
| 15   | ロイヤル・タイ・ネイビー                         | 30 | 5  | 12 | 13 | 21 | 35 | -14 | 27   | ディヴィジョン1リーグ降格    |
| 16   | ロイヤル・タイ・ポリス                           | 30 | 5  | 4  | 21 | 19 | 51 | -32 | 19   | ディヴィジョン1リーグ降格    |

1 ACL出場枠2を持つインドネシアについて、AFCアジアカップ2007開催の影響でリーガ・インドネシア、ピアラ・インドネシア（カップ戦）の日程が変更され、期日までに派遣チームを決定できる見込みがないことから、インドネシアの参戦を見送ることと共にタイとベトナムの出場枠を1増やすことがAFCより発表された。
- Thailand 2007 - RSSSF (Rec.Sport.Soccer Statistics Foundation)

## 表彰
- 得点王 :  ネイ・ファビアーノ・デ・オリヴェイラ （タイ・タバコ・モノポリー）
- 年間最優秀選手賞 :  ピポブ・オンモ （チョンブリー）
- 年間最優秀監督賞 :  Jadet Meelarp （チョンブリー）

## コー・ロイヤルカップ
コー・ロイヤルカップ2008は、プレミアリーグ優勝のチョンブリーが同2位のクルン・タイ・バンクに1-0で勝利した。

## タイ・ディヴィジョン1リーグ
タイ・ディヴィジョン1リーグ2007は、カスタムズ・デパートメントが優勝した。カスタムズ・デパートメント、2位のチュラ・シンタナ、3位のコーク・バンプラ、4位のサムットソンクラームは来シーズンのプレミアリーグに昇格する。